# John van Rijswijck
John van Rijswijck (16 gennaio 1962) è un ex calciatore lussemburghese, di ruolo portiere.